# Acraea smithi
Acraea smithi är en fjärilsart som beskrevs av Aurivillius 1922. Acraea smithi ingår i släktet Acraea och familjen praktfjärilar. Inga underarter finns listade i Catalogue of Life.